# ヨーロッパ・アジア研究
ヨーロッパ・アジア研究（原題：Europe-Asia Studies）は、グラスゴー大学中東欧研究所の委託を受けてラウトレッジ社が年10回発行する査読付き学術専門誌で、ソビエト連邦解体後に改称された雑誌ソビエト研究ジャーナル（1-44巻、1949-1992）を継承（45巻、1993年から）している。
本誌は、旧ソ連圏およびその後継国の政治・経済・社会情勢、20世紀の歴史に焦点をあてている。『ヨーロッパ・アジア研究』『ソビエト研究』ともに、1949年以降はJSTORを介したサブスクリプションでオンライン購読できる。
ジャーナルサイテーションレポートによると、2020年のインパクトファクターは2.102で、「政治学」のカテゴリーに属する161誌中、---のランクである。